# 2011-es Commonwealth Bank Tournament of Champions
A 2011-es Commonwealth Bank Tournament of Champions a Commonwealth Bank Tournament of Champions harmadik alkalommal lebonyolított versenye, amelyet az indonéziai Baliban rendeztek meg 2011. november 3. és november 6. között. A tornán alanyi jogon azok a teniszjátékosok vehettek részt, akik a 2011-es szezonban legalább egy International tornát megnyertek. A torna összdíjazása 600 000 dollárt tett ki. A mérkőzéseket fedett, kemény borítású pályán játszották. A címvédő a szabadkártyás Ana Ivanović volt, aki ezúttal is megnyerte a tornát.

## A tornáról
A verseny a WTA-szezon része, az esztendő utolsó WTA-tornája, amelyet azon játékosok számára rendeztek meg, akik az év során legalább egy WTA International tornát megnyertek. Közülük hat játékos indulhatott el a versenyen az október 24-i világranglistán elfoglalt helyezésük alapján, ketten pedig szabadkártyát kaptak, mivel ők az év során nem nyertek tornát.

## Összdíjazás és megszerezhető pontok
A torna összdíjazása 600 000 amerikai dollár, amelyből a győztes 210 000 dollárt vihet haza.
| Helyezés       | Pénzdíj   | Ranglistapont |
| -------------- | --------- | ------------- |
| Győztes        | 210 000 $ | 375           |
| Döntős         | 120 000 $ | 255           |
| Harmadik       | 70 000 $  | 180           |
| Negyedik       | 60 000 $* | 165           |
| Negyeddöntősök | 35 000 $  | 75            |

* 50 000 $ visszalépés esetén.

## Résztvevők
| Résztvevők              |           |                                                       |
| Játékos                 | Ranglista | Tornagyőzelmek                                        |
| Marion Bartoli          | 9.        | HP Open                                               |
| Peng Suaj               | 16.       | Szabadkártyás                                         |
| Sabine Lisicki          | 18.       | AEGON Classic Texas Tennis Open                       |
| Roberta Vinci           | 22.       | Barcelona Ladies Open UNICEF Open Budapest Grand Prix |
| Daniela Hantuchová      | 23.       | PTT Pattaya Open                                      |
| Ana Ivanović            | 26.       | Szabadkártyás                                         |
| Anabel Medina Garrigues | 28.       | Estoril Open Internazionali Femminili di Palermo      |
| Nagyja Petrova          | 31.       | Citi Open                                             |

### Marion Bartoli

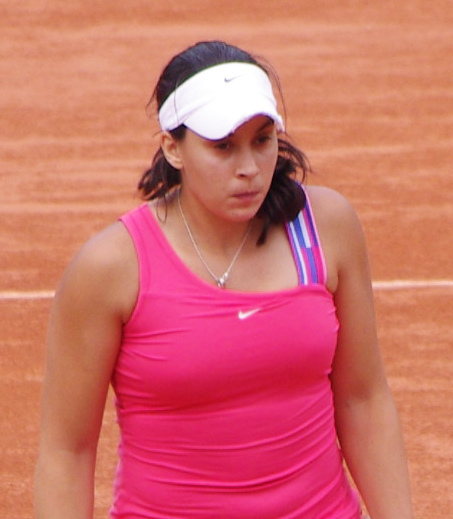
Marion Bartoli az elődöntőig jutott a Roland Garroson

A résztvevők közül a verseny előtt Marion Bartoli állt a legelőkelőbb helyen a világranglistán, a 9. helyen. A szezon során ötször volt döntős, ebből kétszer sikerült nyernie (Eastbourne-ben és Oszakában), háromszor viszont vesztesen hagyta el a pályát (Indian Wellsben, Strasbourgban és Stanfordban). A Roland Garroson az elődöntőig sikerült jutnia, ahol Francesca Schiavonétól szenvedett vereséget. A szezon során 27 versenyéből 14-szer legalább a negyeddöntőig eljutott. Kiváló eredményeinek köszönhetően októberben elérte eddigi legelőkelőbb helyezését a világranglistán, a kilencedik helyet. A bali tornán másodszor vehetett részt, 2009-ben a döntőben kapott ki honfitársától, Aravane Rezaïtól. Tartalékosként részt vett az isztambuli év végi világbajnokságon is, ahol egyetlen mérkőzésén legyőzte a későbbi döntős Viktorija Azarankát.

### Peng Suaj
Peng Suaj volt az egyik szabadkártyás, s ez volt az első részvétele ezen a versenyen. Október 24-én a 16. helyen állt a ranglistán. Neki is kiválóan sikerült a szezonja, mivel az év elején még a 72. helyen állt, s onnan kapaszkodott fel. Tíz tornán jutott el legalább a negyeddöntőig, s Brüsszelben először játszhatott döntőt egy Premier tornán, de vereséget szenvedett Caroline Wozniackitól. Az elődöntőkig jutott Aucklandben, Hobartban, Charlestonban és Birminghamben. Az Australian Openen pályafutása során először jutott be egy Grand Slam-tornán a legjobb 16 közé, s ezt az eredményét megismételte Wimbledonban és a US Openen is.

### Sabine Lisicki

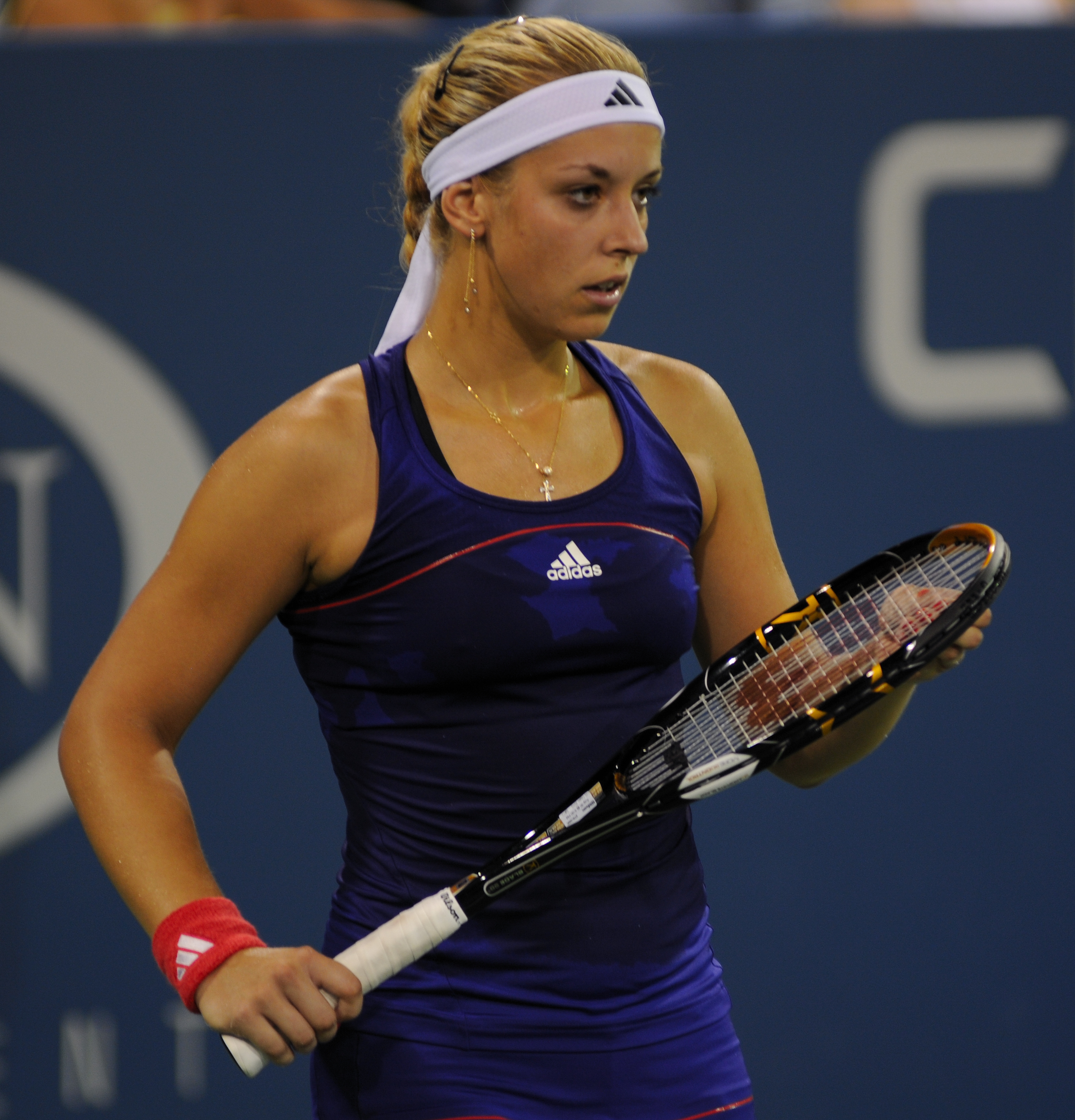
Sabine Lisicki az elődöntőig jutott Wimbledonban

Sabine Lisicki másodjára szerepelhetett a tornán. 2009-ben szabadkártyát kapott a versenyre, de nem tudott élni a lehetőséggel, hiszen a csoportkörben kiesett. Ezen a tornán a világranglistán elfoglalt 18. helyének
és két International tornán szerzett győzelmének köszönhetően játszhatott. A szezonban az első tornagyőzelmét Birminghamben aratta, a másodikat pedig Dallasban. Élete legjobb Grand Slam-eredményét is 2011-ben szerezte, amikor bejutott a legjobb négy közé Wimbledonban, s csak Marija Sarapova tudta megállítani.

### Roberta Vinci
Roberta Vincinek a 2011-es volt eddig a legsikeresebb szezonja. Három International tornát is megnyert, először Barcelonában, majd ‘s-Hertogenboschban, végül pedig július elején Budapesten. Torontóban sikerült legyőznie a világelső Caroline Wozniackit is. A nyáron került először a Top 20-ba, a legjobb helyezését (18.) szeptember 12-én érte el. Erre a tornára a 22. helyről kvalifikálta magát.

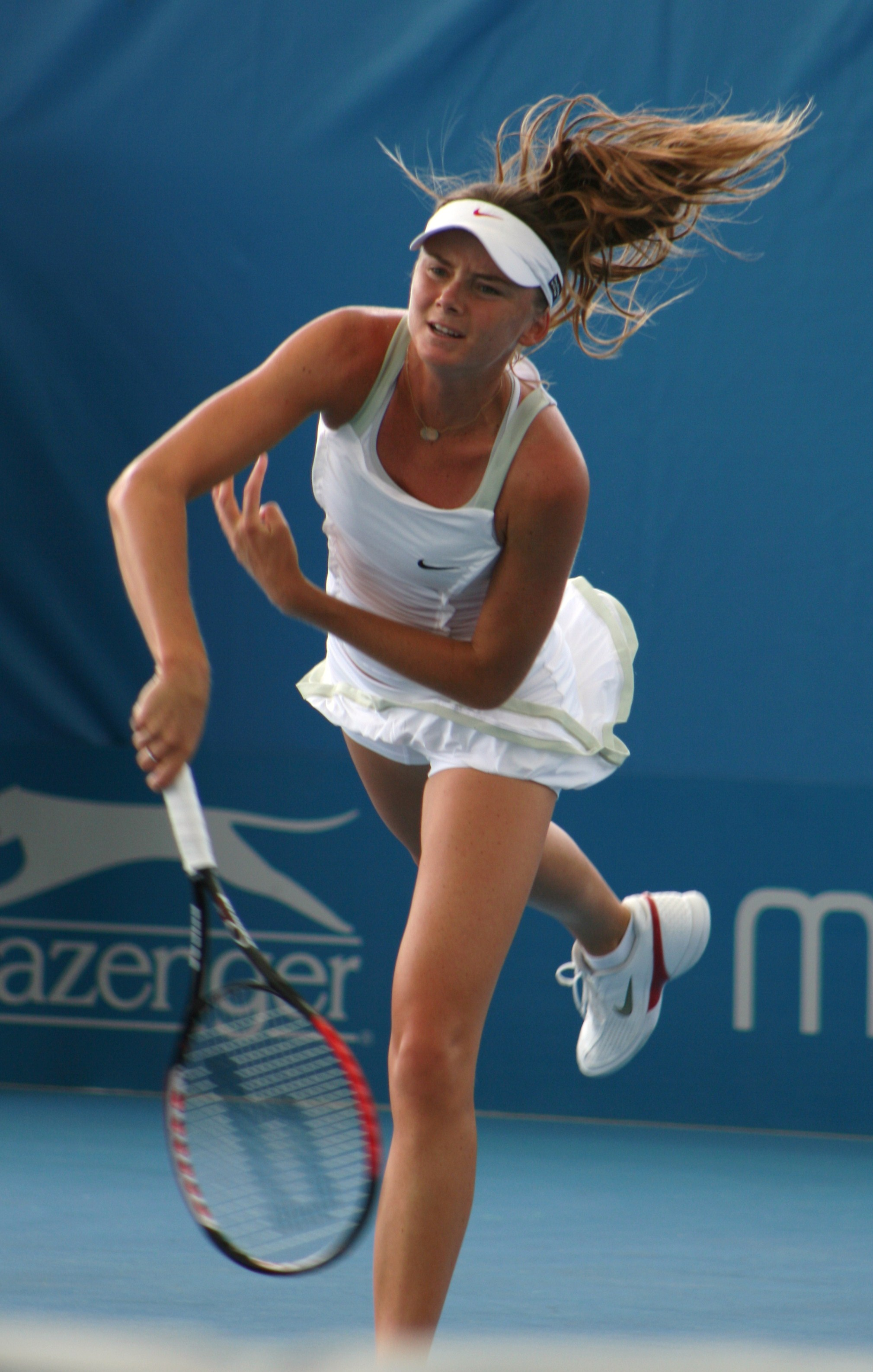
Daniela Hantuchová idén megnyerte a PTT Pattaya Opent

### Daniela Hantuchová
Daniela Hantuchová ugyancsak másodszor vett részt a tornán. 2010-ben szabadkártyát kapott a versenyre, s végül a negyedik helyen végzett. 2011-ben egy International tornát sikerült nyernie, februárban Pattajában. Ezen kívül egyszer tudott döntőbe jutni, júniusban Birminghamben, ahol Sabine Lisickitől kapott ki. 2011-ben a Grand Slam-tornákon elért legjobb eredménye egy negyedik körös teljesítmény volt, amelyet a Roland Garroson ért el. A világranglistán a 23. helyen állt október 24-én.

### Ana Ivanović

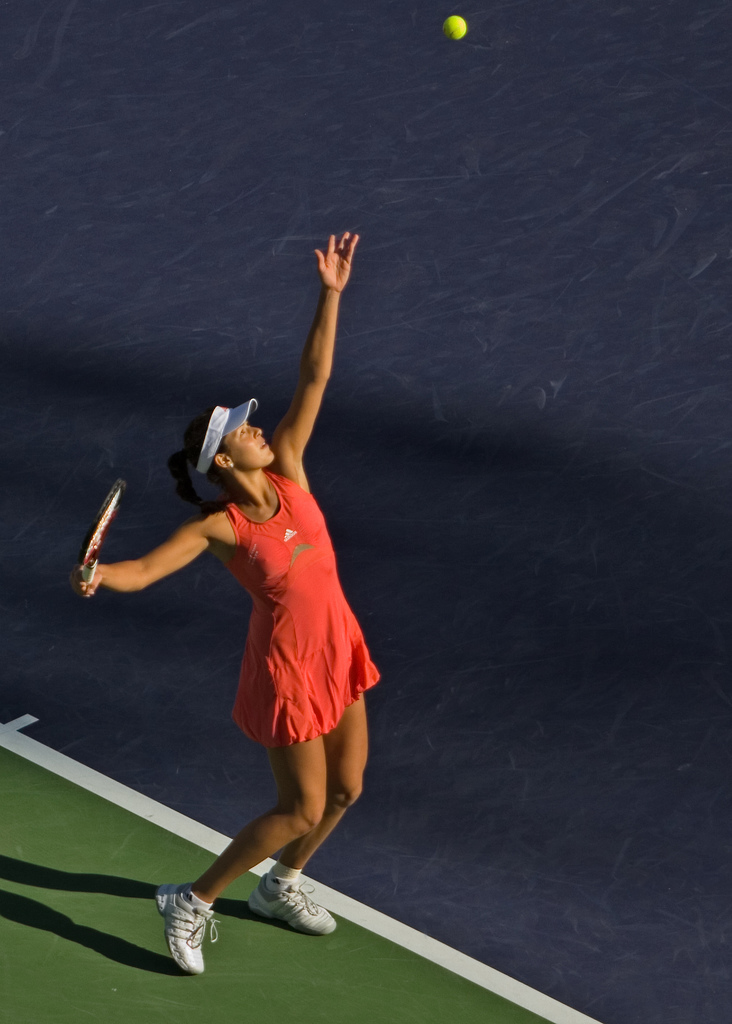
Ana Ivanović címvédőként érkezett a tornára

Ana Ivanović címvédőként érkezett a versenyre. A 2011-es szezonban nem sikerült neki International tornát nyernie, de a szervezőktől szabadkártyát kapott. 2011-ben döntőt sem játszott, de az elődöntőig két alkalommal is sikerült eljutnia. Először Birminghamben, ahol Daniela Hantuchovától kapott ki, majd Carlsbadban. Ezen kívül két Premier Mandatory kategóriájú versenyen jutott el a negyeddöntőig, Indian Wellsben és Pekingben. A Grand Slam-tornákon 2011-ben a negyedik kör volt a legjobb eredménye, amelyet a US Openen érte el.

### Anabel Medina Garrigues
Anabel Medina Garrigues szintén másodszor indulhatott el a versenyen. Először 2009-ben szerepelt a tornán, de akkor már a csoportkörben kiesett. 2011-ben a világranglistán elfoglalt 28. helyével és két International torna megnyerésével kvalifikálta magát a versenyre. Mindkét tornáját salakos pályán nyerte meg, az elsőt Estorilban, a másikat pedig Palermóban. A Grand Slam-tornákon a harmadik kör volt a legjobbja 2011-ben, amelyet a US Openen ért el.

### Nagyja Petrova
Nagyja Petrova a Citi Open megnyerésével és a világranglistán elfoglalt 31. helyének köszönhetően szerepelhetett a versenyen. A Washingtonban rendezett torna fináléjában az első kiemelt Sahar Peér győzte le. Ezen kívül Petrovának kétszer sikerült egy torna negyeddöntőjébe kerülni, Indian Wellsben és Wimbledonban pedig a negyedik körig jutott. Ez utóbbi volt a legjobb eredménye egy Grand Slam-tornán.

## Kiemeltek
1. Marion Bartoli (Negyeddöntő)
2. Peng Suaj (Negyeddöntő)
3. Sabine Lisicki (Negyedik hely)
4. Roberta Vinci (Negyeddöntő)

## Eredmények
|  | Negyeddöntő | Negyeddöntő             | Negyeddöntő | Negyeddöntő    | Negyeddöntő |                         |                         | Elődöntő | Elődöntő           | Elődöntő | Elődöntő | Elődöntő       |                    |                    | Döntő              | Döntő              | Döntő              | Döntő | Döntő |  |
|  |             |                         |             |                |             |                         |                         |          |                    |          |          |                |                    |                    |                    |                    |                    |       |       |  |
|  | 1           | Marion Bartoli          | 6           | 67             | 0R          |                         |                         |          |                    |          |          |                |                    |                    |                    |                    |                    |       |       |  |
|  | 1           | Marion Bartoli          | 6           | 67             | 0R          |                         |                         |          |                    |          |          |                |                    |                    |                    |                    |                    |       |       |  |
|  |             | Anabel Medina Garrigues | 4           | 7              | 1           |                         |                         |          |                    |          |          |                |                    |                    |                    |                    |                    |       |       |  |
|  |             | Anabel Medina Garrigues | 4           | 7              | 1           |                         | Anabel Medina Garrigues | 6        | 4                  | 4        |          |                |                    |                    |                    |                    |                    |       |       |  |
|  |             |                         |             |                |             |                         | Anabel Medina Garrigues | 6        | 4                  | 4        |          |                |                    |                    |                    |                    |                    |       |       |  |
|  |             |                         | 3           | Sabine Lisicki | 3           | 6                       | 0R                      |          |                    |          |          |                |                    |                    |                    |                    |                    |       |       |  |
|  | 3           | Sabine Lisicki          | 3           | Sabine Lisicki | 3           | 6                       | 0R                      | 7        | 6                  |          |          |                |                    |                    |                    |                    |                    |       |       |  |
|  | 3           | Sabine Lisicki          |             |                |             |                         |                         |          |                    |          |          |                |                    |                    |                    |                    |                    |       |       |  |
|  |             | Daniela Hantuchová      | 5           | 2              |             |                         |                         |          |                    |          |          |                |                    |                    |                    |                    |                    |       |       |  |
|  |             | Daniela Hantuchová      | 5           | 2              |             | Anabel Medina Garrigues | 3                       | 0        |                    |          |          |                |                    |                    |                    |                    |                    |       |       |  |
|  |             |                         |             |                |             |                         |                         |          |                    |          |          |                |                    |                    |                    |                    |                    |       |       |  |
|  |             |                         | WC          | Ana Ivanović   | 6           | 6                       |                         |          |                    |          |          |                |                    |                    |                    |                    |                    |       |       |  |
|  | WC          | Ana Ivanović            | WC          | Ana Ivanović   | 6           | 6                       | 6                       | 6        |                    |          |          |                |                    |                    |                    |                    |                    |       |       |  |
|  | WC          | Ana Ivanović            |             |                |             |                         | 6                       | 6        |                    |          |          |                |                    |                    |                    |                    |                    |       |       |  |
|  | 4           | Roberta Vinci           | 3           | 3              |             |                         |                         |          |                    |          |          |                |                    |                    |                    |                    |                    |       |       |  |
|  | 4           | Roberta Vinci           | 3           | 3              |             | WC                      | Ana Ivanović            | 6        | 5                  |          |          |                | Bemutató mérkőzés* | Bemutató mérkőzés* | Bemutató mérkőzés* | Bemutató mérkőzés* | Bemutató mérkőzés* |       |       |  |
|  |             |                         |             |                |             | WC                      | Ana Ivanović            | 6        | 5                  |          |          |                |                    |                    |                    |                    |                    |       |       |  |
|  |             |                         |             | Nagyja Petrova | 1           | 5                       |                         |          |                    |          |          |                |                    |                    |                    |                    |                    |       |       |  |
|  |             | Nagyja Petrova          | 6           | Nagyja Petrova | 1           | 5                       | 6                       |          |                    |          |          | Nagyja Petrova | 6                  | 5                  | 6                  |                    |                    |       |       |  |
|  |             |                         |             |                |             |                         |                         |          |                    |          |          | Nagyja Petrova | 6                  | 5                  | 6                  |                    |                    |       |       |  |
|  | 2/WC        | Peng Suaj               | 4           | 3              |             |                         |                         |          | Daniela Hantuchová | 2        | 7        | 0              |                    |                    |                    |                    |                    |       |       |  |

*Sabine Lisicki hátsérülés miatt lemondta a bronzmérkőzést, így Nagyja Petrova végzett a harmadik helyen. Lisicki helyett Hantuchová lépett pályára Petrova ellen egy bemutató mérkőzés keretében.